# Masi Simonetti
Masi Simonetti (Zoppé di Cadore, 27 marzo 1903 – Parigi, 21 febbraio 1969) è stato un pittore italiano.
Alcune sue opere sono esposte nelle sale lettura della biblioteca civica di Belluno, a Palazzo Crepadona.

## Biografia
Nato a Zoppé di Cadore il 27 marzo 1903, è costretto a emigrare ancora ragazzo, prima a Pavia e poi a Milano. Nel 1925 si trasferisce a Parigi, dove nel 1930 partecipa al Salon des Indépendents. 
Nel 1935 lavora come scenografo per Mistinguett.
Le prime mostre personali a Parigi sono quelle della Galerie Carmine (1937), della Galerie Le Niveau (1943) e della Galerie Carpentier (1944).
Dal 1945 al 1948 frequenta assiduamente il Circolo di Sonia Terk Delaunay.
Nel 1946, su invito della Galerie Druand-David, espone alla Maison du Prisonier.
Nel 1947 partecipa al Salon des Réalités Nouvelles, dove espongono anche Jean Arp, Albert Gleizes, Kupka, Pevsner, Francis Picabia, Alberto Magnelli, Hans Hartung, Serge Poliakoff e altri.
Nello stesso anno, conosce a Parigi il pittore italiano Orazio Orazi, insieme al quale compie nel 1950 un viaggio in Italia alla scoperta dei più importanti musei.
Nel 1951 compie un viaggio in Spagna.
Nel 1952, mostra personale alla Galerie Raub di Brest.
Nel 1953, mostra personale alla Galerie Creuze di Parigi.
Dal 1953 inizia un periodo di lunghi soggiorni a Zoppé.
Mostre personali al Museo Civico di Belluno (1963) e al Circolo Artistico di Cortina d'Ampezzo (BL) (1965).
Nel 1967 dipinge le sue ultime opere.
Nel 1968, colpito da un male incurabile, ritorna a Parigi, dove muore il 21 febbraio del 1969.